# Amstel (folyó)
A mindössze 31 kilométer hosszú, teljes hosszában szabályozott Amstel folyó Amszterdam területén ömlik az IJ vizébe. Ezek a vizek az emberi beavatkozás előtt is gyakran változtatták medrüket, a középkor óta pedig mesterségesen szabályozottak. A folyó Észak-Holland tartomány területén halad, egy szakaszon határt képez Utrecht tartománnyal. A folyó menti terület neve Amstelland. Amszterdam neve a folyó nevéből ered.

## Földrajza
Az Amstel eredetileg a kis Drecht és a Kromme Mijdrecht folyók összefolyásából vette eredtét, délnyugatra Uithoorn településtől. Az Amstel-Drecht csatorna 1825-ös megépítésétől kezdve ez a csatorna lett a medre a Uithoorntól Ouderkerk aan de Amstel településig.
Ez a csatorna Tolhuissluistól, a Drecht és az Aarkanal összefolyásától folyik  Uithoorntól Ouderkerk aan de Amstel településig, ahol a Bullewijk folyócska csatlakozik hozzá. Innen az amszterdami torkolatig a folyóvíz hivatalos neve ma is Amstel. Első szakasza a Bullewijk csatlakozásáig 18,5 km hosszú, onnan a torkolatáig 12,5 km. Egy további mellékfolyója a Waver.

## Fordítás
Ez a szócikk részben vagy egészben  az   Amstel (rivier) című holland Wikipédia-szócikk ezen változatának fordításán alapul.  Az eredeti cikk szerkesztőit annak laptörténete sorolja fel. Ez a jelzés csupán a megfogalmazás eredetét és a szerzői jogokat jelzi, nem szolgál a cikkben szereplő információk forrásmegjelöléseként.